# 월곡초등학교 (광주)
월곡초등학교(月谷初等學校)는 대한민국 광주광역시 광산구에 있는 공립 초등학교이다.

## 연혁
- 1993년 3월 2일: '하남동국민학교'로 개교
- 1996년 3월 1일: '하남동초등학교'로 변경
- 2000년 3월 1일: 현재의 교명으로 변경

## 같이 보기
- 월곡초등학교 축구단